# Slowaaks voetbalelftal in 1940
Het Slowaaks voetbalelftal speelde twee officiële interlands in het oorlogsjaar 1940. Van 1939 tot en met 1944 was het land onder de naam Slowaakse Republiek formeel een zelfstandige natie, maar in de praktijk een satellietstaat van nazi-Duitsland.

## Balans
| Wedstrijden | Wedstrijden | Wedstrijden | Wedstrijden | Doelpunten | Doelpunten | Doelpunten | Punten |
| Gespeeld    | Winst       | Gelijk      | Verlies     | Voor       | Tegen      | Saldo      | Punten |
| ----------- | ----------- | ----------- | ----------- | ---------- | ---------- | ---------- | ------ |
| 2           | 1           | 0           | 1           | 4          | 2          | +2         | 1.000  |

## Interlands
|                                                 |                   |       |                                                                            |                                                                             |
| 6 juni Vriendschappelijk № 3 «onderlinge duels» | Bulgarije         | 1 – 4 | Slowakije                                                                  | Stadion Yunak, Sofia Toeschouwers: 5.360 Scheidsrechter: Mika Popović (YUG) |
| 6 juni Vriendschappelijk № 3 «onderlinge duels» | Yanko Stoyanov 4' |       | 35' František Bolček 47' Jozef Luknár 55' Ján Földeš 85' František Vysocký | Stadion Yunak, Sofia Toeschouwers: 5.360 Scheidsrechter: Mika Popović (YUG) |

|                                                       |           |                  |           |                                                                                       |
| 15 september Vriendschappelijk № 4 «onderlinge duels» | Slowakije | 0 – 1            | Duitsland | Stadion Slovana, Bratislava Toeschouwers: 5.360 Scheidsrechter: Giuseppe Scarpi (ITA) |
| 15 september Vriendschappelijk № 4 «onderlinge duels» |           | 81' Ludwig Durek |           | Stadion Slovana, Bratislava Toeschouwers: 5.360 Scheidsrechter: Giuseppe Scarpi (ITA) |

## Statistieken
| Theodor Reimann   | 1921-02-10 | AC Považská Bystrica | 2 | 0 | 0 | 4 | 0 |
| Verdediging       |            |                      |   |   |   |   |   |
| Jozef Bielek      | 1919-01-16 | MSK Žilina           | 2 | 0 | 0 | 2 | 0 |
| Ervín Kováč       | 1911-06-16 | ŠK Bratislava        | 2 | 0 | 0 | 3 | 0 |
| Ľudovít Rado      | 1914-07-27 | ŠK Bratislava        | 2 | 0 | 0 | 2 | 0 |
| Viliam Vanák      | 1915-08-06 | ŠK Bratislava        | 2 | 0 | 0 | 4 | 0 |
| Leopold Šťastný   | 1911-05-23 | ŠK Bratislava        | 1 | 0 | 0 | 1 | 0 |
| Middenveld        |            |                      |   |   |   |   |   |
| Ivan Chodák       | 1914-02-03 | ŠK Bratislava        | 2 | 0 | 0 | 4 | 0 |
| Tomáš Porubský    | 1914-09-02 | ŠK Bratislava        | 2 | 0 | 0 | 3 | 0 |
| Ján Arpáš         | 1918-11-08 | ŠK Bratislava        | 1 | 0 | 0 | 3 | 1 |
| Aanval            |            |                      |   |   |   |   |   |
| František Bolček  | 1920-01-27 | TSS Trnava           | 2 | 0 | 1 | 4 | 1 |
| Jozef Luknár      | 1915-01-15 | ŠK Bratislava        | 2 | 0 | 1 | 4 | 3 |
| Ján Földeš        | 1915-11-28 | ŠK Bratislava        | 1 | 1 | 1 | 3 | 1 |
| František Vysocký | 1921-05-09 | FC Vrútky            | 1 | 0 | 1 | 2 | 1 |

SFZ · A-internationals · Bondscoaches · Statistieken · Slowaaks vrouwenelftal · Olympisch elftal · Slowakije U21 · Slowakije U20 · Slowakije U19 · Slowakije U18 · Slowakije U17 · Slowakije U16
1939 – 1944 · 1992 – 1999 · 2000 – 2009 · 2010 – 2019 · 2020 − 2029
EK's: 2016 · 2020 · 2024
WK's: 2010
OS: 2000
1939 · 1940 · 1941 · 1942 · 1943 · 1944 · 1945–1991 · 1992 · 1993 · 1994 · 1995 · 1996 · 1997 · 1998 · 1999 · 2000 · 2001 · 2002 · 2003 · 2004 · 2005 · 2006 · 2007 · 2008 · 2009 · 2010 · 2011 · 2012 · 2013 · 2014 · 2015 · 2016 · 2017 · 2018 · 2019 · 2020 · 2021
Algerije · 
Andorra · 
Argentinië ·
Armenië · 
Australië · 
Azerbeidzjan · 
België · 
Bolivia · 
Bosnië en Herzegovina · 
Brazilië · 
Bulgarije · 
Chili · 
Colombia · 
Costa Rica · 
Cyprus · 
Denemarken · 
Duitsland · 
Egypte · 
Engeland · 
Estland · 
Faeröer · 
 Finland · 
Frankrijk · 
Georgië · 
Gibraltar · 
Griekenland · 
Guatemala · 
Hongarije · 
Ierland · 
IJsland · 
Iran · 
Israël · 
Italië · 
Japan · 
Joegoslavië · 
Jordanië · 
Kameroen · 
Kazachstan ·
Koeweit ·
Kroatië · 
Letland · 
Libanon ·
Liechtenstein · 
Litouwen ·
Luxemburg · 
Malta · 
Marokko · 
Mexico ·
Moldavië · 
Montenegro ·
Nederland · 
Nieuw-Zeeland · 
Noord-Ierland ·
Noord-Macedonië ·
Noorwegen ·
Oeganda · 
Oekraïne · 
Oezbekistan · 
Oostenrijk · 
Paraguay · 
Peru · 
Polen · 
Portugal · 
Roemenië · 
Rusland · 
San Marino · 
Saoedi-Arabië · 
Schotland · 
Servië en Montenegro ·
Slovenië · 
Spanje · 
Thailand · 
Tsjechië · 
Turkije · 
Verenigde Arabische Emiraten · 
Verenigde Staten · 
Wales · 
Wit-Rusland · 
Zuid-Korea · 
Zweden · 
Zwitserland
Engeland (2016) ·
Nieuw-Zeeland (2010) · 
Polen (2021) · 
Rusland (2016) · 
Spanje (2021) · 
Wales (2016) · 
Zweden (2021)